# Lill-Kingen
Lill-Kingen är en sjö i Krokoms kommun i Jämtland och ingår i Indalsälvens huvudavrinningsområde. Sjön är 31 meter djup, har en yta på 1,67 kvadratkilometer och är belägen 372,3 meter över havet. Sjön avvattnas av vattendraget Kingån (Dalbekken).

## Delavrinningsområde
Lill-Kingen ingår i det delavrinningsområde (709954-141000) som SMHI kallar för Utloppet av Lill-Kingen. Medelhöjden är 416 meter över havet och ytan är 7,57 kvadratkilometer. Räknas de 7 avrinningsområdena uppströms in blir den ackumulerade arean 63,75 kvadratkilometer. Kingån (Dalbekken) som avvattnar avrinningsområdet har biflödesordning 4, vilket innebär att vattnet flödar genom totalt 4 vattendrag innan det når havet efter 306 kilometer. Avrinningsområdet består mestadels av skog (74 procent). Avrinningsområdet har 1,64 kvadratkilometer vattenytor vilket ger det en sjöprocent på 21,7 procent.